# 255 a. C.
El año 255 a. C. fue un año del calendario romano prejuliano. En el Imperio romano se conocía como el año 499 ab urbe condita.

## Acontecimientos
- Consulados de Servio Fulvio Petino Nobilior y Marco Emilio Paulo en la Antigua Roma.[1]
- Eratóstenes de Cirene inventa la esfera armilar.
- Cartago y la República de Roma libran la batalla de Adís.
- Bactria se declara independiente del Imperio seléucida.